# Exoprosopa abjecta
Exoprosopa abjecta är en tvåvingeart som beskrevs av Nurse 1922. Exoprosopa abjecta ingår i släktet Exoprosopa och familjen svävflugor. Inga underarter finns listade i Catalogue of Life.